# George Talbot Burney
George Talbot Burney, britanski general, * 15. september 1889, † 7. november 1940.